# Walter Segal

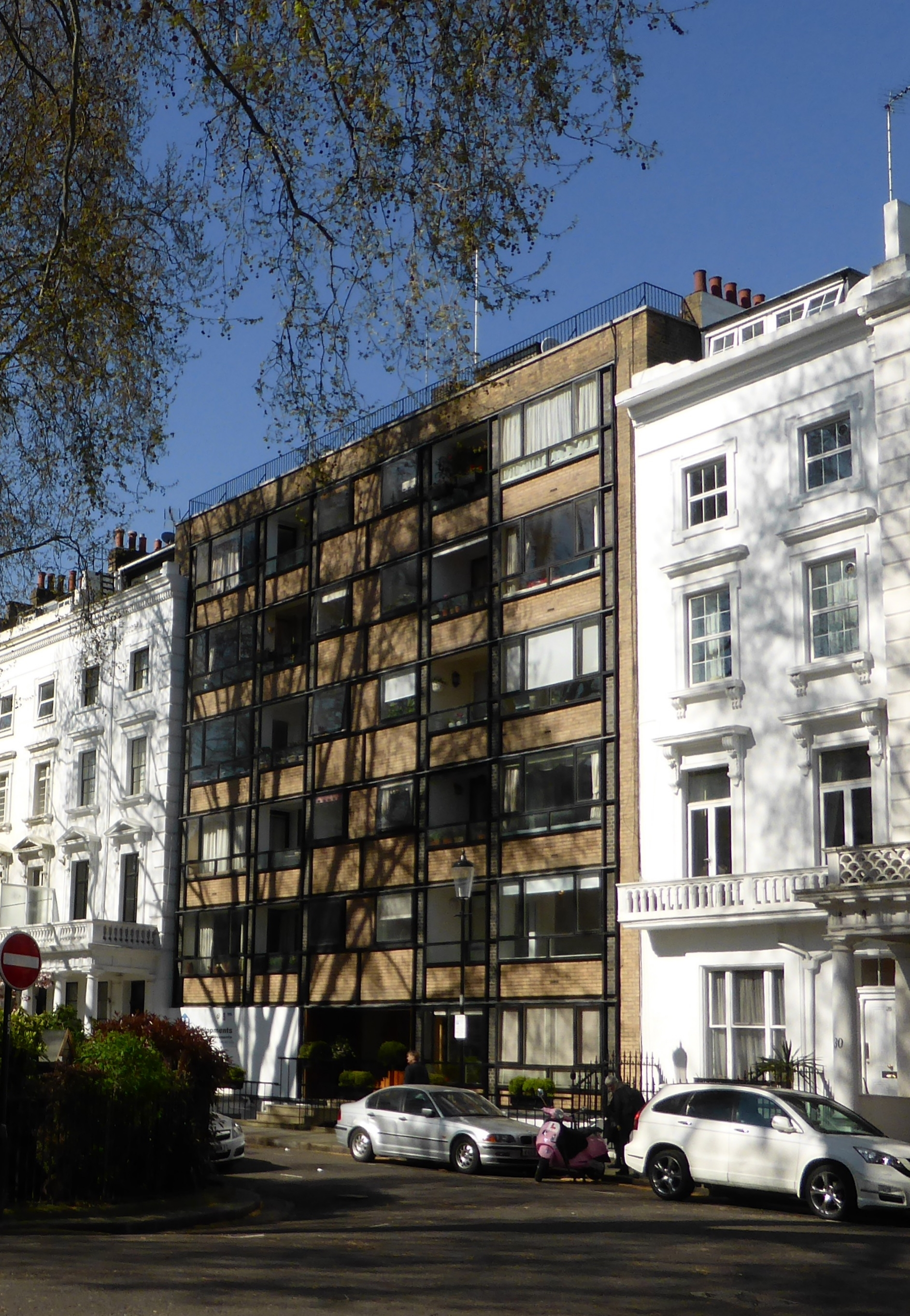
Edificio en Londres diseñado por Walter Segal en 1957

Walter Segal (1907 - 1985) fue un arquitecto que desarrolló un sistema de autoconstrucción de vivienda.
El  'método de autoconstrucción Segal'  se basa en métodos tradicionales modificados de estructura de madera para utilizar los materiales estándar disponibles en la actualidad. Elimina la necesidad de oficios húmedos como albañilería y enyesado que resulta en un método de peso ligero que se puede construir con experiencia mínima y son ecológicamente sana. Los techos tienden a ser planas con muchas capas de tela asfáltica, que permite la creación de techos cubiertos de hierba. Fundamentos son mínimas, a menudo sólo el tendido de capas, la fuerza proveniente de la geometría de su construcción. Casas Segal se han comparado con las casas tradicionales japonesas.
Además, su método de autoconstrucción es único en organización, ya que cualquier persona que use herramientas básicas como sierra, martillo, taladro, cinta para medir, etc. puede construir una casa, este tipo de casas, aunque la persona no este capacitada en construcción se arma, pero no necesariamente parece Lego, ya que los materiales son muy cercanos a los de los edificios, esto puede crear grandes ahorros en los costos de construcción.
Aunque el sistema es prácticamente muy simple y flexible, se necesita un cálculo estructural y un set de dibujos que son los suplementos para el control del edificio y esto normalmente será preparado por un arquitecto o un arquitecto tecnológico y un ingeniero estructural.
Segal nació en 1907 y creció en Berlín, Alemania, como el hijo del pintor judío rumano Arthur Segal,, pero pasó la época de la Primera Guerra Mundial en Ascona, Suiza cerca de una comunidad alternativa llamada Monte Verità (McKean: 1988). Walter Segal estudió arquitectura entre los pioneros de la Movimiento Moderno en Berlín y Delft, Holanda, y recibió su primer encargo en 1932 a partir de un patrón de su padre , Bernhard Mayer, que construyó una pequeña cabaña de madera de vacaciones en Ascona.
La visión que tenía este señor fue que él quería solucionar la crisis que tenía las casas en Gran Bretaña, los altos costos de las tierras en ese tiempo, eran indignantes para Segar y se opuso a los crecientes niveles de burocracia y regulación. Él creía que los arquitectos estaban equivocados al hacer los diseños y abusar de la gente, al ver esto su argumento fue que los hogares podrían ser más flexibles, en su punto de vista, ellos podrían empezar con unas estructuras básicas que podían proporcionar un abrigo y poco después podían ser adaptadas o desarrollarlas a tiempo.
Así que 'reinventó' vivienda - simplificar todo el proceso para que cualquiera pudiera construir una casa barata y rápida. Los libros que había leído en la construcción de estructura de madera americana fueron una gran influencia. Empleó una sencilla rejilla modular basado en 8 pies x 4 pies hojas estándar de madera contrachapada y cartón yeso (de modo que no hubo corte mínima y desperdicio de materiales), y este enfoque modular también significaba que era fácil de adaptar o ampliar estos hogares en el futuro.
Decidió construir con casi ningún 'oficios mojados "(es decir, no de empastado o de albañilería), ya que esto hizo que la construcción más simple para el constructor de sí mismo. También se redujo el peso de la casa para que las fundaciones mucho más baratos 'pad' podrían ser utilizados, y los hogares podría entonces ser construido en un terreno en pendiente, o en sitios que no habría adecuadas técnicas de construcción más convencionales.
Después de haber trabajado a cabo este enfoque, se probó mediante la construcción de un prototipo en su jardín en el norte de Londres. Se necesitaron dos semanas para construir y cuesta £ 800 (en 1960 - cerca de 15.000 libras esterlinas en dinero de hoy). La idea original era utilizar el prototipo de vivienda en el jardín como un lugar donde vivir mientras él derribó su propiedad principal y lo reconstruyó. Pero el prototipo todavía está allí hoy, y con un toque de ironía, es mucho más famoso que la nueva casa que está al frente de la calle.
En la década de 1970 Lewisham consejo de ciudad hace tres sitios pequeños, no aptos para viviendas normales, disponibles para las personas a construir sus propias casas utilizando el método. Debido al éxito de estos cuarto sitio fue hecho después estará disponible
Tras su muerte en 1985, el  Walter Segal Auto crear confianza , se estableció y sus métodos han ganado en popularidad. Una casa Segal en el Centro de Tecnología Alternativa ha contribuido en la difusión del sistema. Al menos seis de estos edificios y esquemas han ganado premios que van desde el prestigioso Premio de Diseño de Proyectos de Vivienda de Construcción Verde del Año. El método de construcción en seco comercial utilizado en casas método Segal permitió tal edificio en Londres, construido en 1988 y para 2012 programada para demolición, para ser desmantelado y re-erigido en un nuevo sitio.